# Karl Kiefer (forretningsmand)
 For alternative betydninger, se Karl Kiefer. (Se også artikler, som begynder med Karl Kiefer)
Karl Kiefer (2. maj 1874 – 18. december 1946) var en dansk forretningsmand, der var knyttet til Kooperationen.
Kiefer var søn af cigararbejder Fritz Kiefer, der var en ivrig deltager i arbejderbevægelsens tidlige opstart. Fritz Kiefer deltog i det berømte fælledmøde i 1872, hvilket han sad tre måneder i fængsel for. I 1895 blev Karl Kiefer uddannet typograf og blev medlem af Trykkerforeningens bestyrelse og i 1897 medlem i Dansk Typograf Forbunds hovedbestyrelse. I 1907 blev han medlem af Socialdemokratisk Forbunds hovedbestyrelse, og samme år blev han sekretær i Arbejdernes Fællesorganisation i København.
Kiefer tog sig bl.a. af kulturelle spørgsmål som at organisere teaterbesøg og koncerter. Desuden arbejdede han for Kooperationen, især det nye kooperative bryggeri Stjernen. Han var særdeles fagligt aktiv, og under en sporvejsstrejke på Frederiksberg var Kiefer nær blevet anholdt, da han offentliggjorde skruebrækkernes navne.
I årene omkring 1. verdenskrig blev han direktør for Arbejdernes Fællesorganisations Brændselsforretning og var i sin samtid en af arbejderbevægelsens betydningsfulde personer, ikke mindst fordi han evnede at udnytte sine forbindelser til ledelsen i det tyske socialdemokratiske parti SPD. Danmarks import af kul var en del af et storpolitisk spil, hvor den danske regering hele tiden forsøgte at balancere mellem ententemagterne og Tyskland. I 1919 var han medstifter af Arbejdernes Landsbank.
I slutningen af 1920'erne blev Brændselsforretningen genstand for en kommissionsundersøgelse for at klarlægge de økonomiske dispositioner, der var foretaget. Kiefer blev personligt renset og var allerede i 1926 fratrådt sin stilling.
Karl Kiefer døde på Gentofte Amtssygehus af et hjerteanfald.